# Великописарівський район
Великопи́сарівський райо́н — колишня адміністративно-територіальна одиниця Сумської області.

## Географія
Район зі сходу межує із Грайворонським районом Бєлгородської області Росії, на півдні із Богодухівським районом Харківської області, на заході — з Охтирським районом, та на півночі із Краснопільським районом.
Площа 830 км², населення трохи більше 20 тис. осіб. Дві селищні та 14 сільських рад об'єднають 42 населених пункти.
Територією району протікає 8 річок загальною довжиною 337 км, в тому числі Ворскла, Ворсклиця, Пожня, Весела, Івани, Братениця, Понури. Потенційні ресурси поверхневих вод 24 ставки і водойми становлять 1,3 км³. Лісовий фонд — 656 га, що становить 6 % від загальної площі лісів області. Державний кордон з Російською Федерацією простягається на 40 км.
На території району 66 пам'яток історії, 3 — архітектури, 50 — археології, 3 пам'ятника монументального мистецтва та 8 об'єктів природно-заповідного фонду. Край також відомий своїми кобзарями.
Районний центр: Велика Писарівка.

## Історія
Історія Великописарівського району (у 2009 році йому виповнилося 84 роки), як невеликої частини Сумської області, нерозривно пов'язана з Слобожанщиною. Активне життя краю починається з 1640 року, тобто з початку побудови фортеці Вільний, що була складовою частиною Бєлгородської лінії укріплення. Після Полтавської битви Петро I подарував угіддя князю Голіцину, який почав заселяти територію переселенцями з-за Дніпра. Так і виникло поселення Велика Писарівка.

## Економіка

### Промисловість
На території району постійно працювали два промислових підприємства: Орендне підприємство «Друкарня» та ТОВ «Великописарівський маслозавод».
ТОВ «Кириківський цукровий завод» розпочинав переробку цукрової сировини, але внаслідок технічних поломок завод призупинив свою діяльність.
У 2007 році обсяг випуску продукції промисловості становить 322,5 тис. грн., що на 3,3 % менше проти 2006 року.

### Сільське господарство
За підсумками року сільгосппідприємствами вироблено валової продукції в порівняних цінах 2005 року на суму 41,6 млн грн., тобто на 19 % більше рівня попереднього року. Валове виробництво зерна згідно з статистичними даними становить 49616 т, що на 28 % більше попереднього року, збільшилась і урожайність зернових культур з 22,8 ц/га в 2006 році до 23 ц/га в 2007 році.
Збільшилась реалізація м'яса на 37 % і становить 782 т. Валовий надій молока зменшився на 28 % і становить 3608 т, при цьому зросла продуктивність корів на 208 кг — від однієї корови отримано 2570 кг молока. Основними причинами недоотримання молока є зменшення поголів'я корів за рік на 413 голів.
За результатами фінансово-господарської діяльності за 9 місяців 2007 року чистий прибуток в цілому по сільгосппідприємствах склав 2951 тис. грн., рівень рентабельності 16,8 %. За підсумками року збиткових господарств не очікується.
Середньомісячна заробітна плата в сільському господарстві становить 569,5 грн., що на 25 % більше рівня минулого року. Заборгованість з виплати заробітної плати погашена 100 %.

## Природно-заповідний фонд

### Національні природні парки
Гетьманський (частина).

### Ботанічні заказники
Чехів яр.

### Гідрологічні заказники
Бакирівський (загальнодержавного значення), Ямний.

### Ландшафтні заказники
Великописарівські кургани.

### Гідрологічні пам'ятки природи
Джерело Кремньове, Криничка.

### Парки-пам'ятки садово-паркового мистецтва
Кириківський.

## Населення
Розподіл населення за віком та статтю (2001)
| Стать | Всього | До 15 років | 15-24 | 25-44 | 45-64 | 65-85 | Понад 85 |
| --- | ------ | ----------- | ----- | ----- | ----- | ----- | -------- |
| Чоловіки | 12 356 | 2337        | 1458  | 3624  | 3106  | 1750  | 81       |
| Жінки | 14 863 | 2202        | 1295  | 3323  | 3763  | 3845  | 435      |
| \| Статево-вікова піраміда \| Статево-вікова піраміда \| Статево-вікова піраміда \| \| ----------------------- \| ----------------------- \| ----------------------- \| \| Чоловіки \| Вік \| Жінки \| \| 81 \| 85 + \| 435 \| \| 118 \| 80-84 \| 524 \| \| 362 \| 75-79 \| 1103 \| \| 711 \| 70-74 \| 1368 \| \| 559 \| 65-69 \| 850 \| \| 1045 \| 60-64 \| 1461 \| \| 477 \| 55-59 \| 680 \| \| 756 \| 50-54 \| 860 \| \| 828 \| 45-49 \| 762 \| \| 974 \| 40-44 \| 872 \| \| 903 \| 35-39 \| 833 \| \| 903 \| 30-34 \| 831 \| \| 844 \| 25-29 \| 787 \| \| 717 \| 20-24 \| 650 \| \| 741 \| 15-20 \| 645 \| \| 1014 \| 10-14 \| 973 \| \| 752 \| 5-9 \| 724 \| \| 571 \| 0-4 \| 505 \| |        |             |       |       |       |       |          |
| Статево-вікова піраміда |        |             |       |       |       |       |          |
| Чоловіки | Вік    | Жінки       |       |       |       |       |          |
| 81 | 85 +   | 435         |       |       |       |       |          |
| 118 | 80-84  | 524         |       |       |       |       |          |
| 362 | 75-79  | 1103        |       |       |       |       |          |
| 711 | 70-74  | 1368        |       |       |       |       |          |
| 559 | 65-69  | 850         |       |       |       |       |          |
| 1045 | 60-64  | 1461        |       |       |       |       |          |
| 477 | 55-59  | 680         |       |       |       |       |          |
| 756 | 50-54  | 860         |       |       |       |       |          |
| 828 | 45-49  | 762         |       |       |       |       |          |
| 974 | 40-44  | 872         |       |       |       |       |          |
| 903 | 35-39  | 833         |       |       |       |       |          |
| 903 | 30-34  | 831         |       |       |       |       |          |
| 844 | 25-29  | 787         |       |       |       |       |          |
| 717 | 20-24  | 650         |       |       |       |       |          |
| 741 | 15-20  | 645         |       |       |       |       |          |
| 1014 | 10-14  | 973         |       |       |       |       |          |
| 752 | 5-9    | 724         |       |       |       |       |          |
| 571 | 0-4    | 505         |       |       |       |       |          |

Національний склад населення за даними перепису 2001 року:
| Національність | Кількість осіб | Відсоток |
| -------------- | -------------- | -------- |
| українці       | 19721          | 72,45 %  |
| росіяни        | 7268           | 26,70 %  |
| білоруси       | 89             | 0,33 %   |
| вірмени        | 46             | 0,17 %   |
| молдовани      | 15             | 0,06 %   |
| інші           | 83             | 0,30 %   |

Мовний склад населення за даними перепису 2001 року:
| Мова       | Кількість осіб | Відсоток |
| ---------- | -------------- | -------- |
| українська | 19771          | 72,63 %  |
| російська  | 7344           | 26,98 %  |
| білоруська | 34             | 0,12 %   |
| вірменська | 28             | 0,10 %   |
| інші       | 45             | 0,17 %   |

## Освіта
В районі функціонує 15 загальноосвітніх шкіл, школа-інтернат. В школах району навчається близько 1500 учнів. В районі функціонує 9 дошкільних навчальних закладів, 10 навчально-виховних комплексів Школа-дитячий садок.
Мережа закладів культури становить 48 одиниць : 28 клубних, 19 бібліотечних, 1 дитяча музична школа. На території району є 11 музеїв, 84 пам'ятники історії та культури. Звання «народних самодіяльних» носять 7 колективів художньої самодіяльності.

## Політика
25 травня 2014 року відбулися Президентські вибори України. У межах Великописарівського району було створено 39 виборчих дільниць. Явка на виборах складала — 60,14 % (проголосували 10 263 із 17 065 виборців). Найбільшу кількість голосів отримав Петро Порошенко — 46,62 % (4 785 виборців); Юлія Тимошенко — 12,27 % (1 259 виборців), Михайло Добкін — 10,49 % (1 077 виборців), Олег Ляшко — 10,21 % (1 048 виборців), Сергій Тігіпко — 6,65 % (682 виборців). Решта кандидатів набрали меншу кількість голосів. Кількість недійсних або зіпсованих бюлетенів — 1,55 %.

## Пам'ятки
- Пам'ятки історії Великописарівського району
- Пам'ятки архітектури Великописарівського району
- Пам'ятки монументального мистецтва Великописарівського району